# Baseocolpus
Baseocolpus es un género de coleópteros de la familia Anthribidae.

## Especies
Contiene las siguientes especies:
- Baseocolpus abundans (Frieser & R. 1997)
- Baseocolpus clivosus Jordan, 1949
- Baseocolpus foveatus Frieser & R. 1999
- Baseocolpus horridus Frieser & R. 1999
- Baseocolpus punctifer Frieser & R. 2000